# Xã Center, Quận Jennings, Indiana
Xã Center (tiếng Anh: Center Township) là một xã thuộc quận Jennings, tiểu bang Indiana, Hoa Kỳ. Năm 2010, dân số của xã này là 8.894 người.